# Ovci Kladeneț, Iambol
Ovci Kladeneț (în bulgară Овчи Кладенец) este un sat în comuna Tundja, regiunea Iambol,  Bulgaria. 

## Demografie
Componența etnică a satului Ovci Kladeneț
     Romi (1,15%)
     Bulgari (95,38%)
     Nicio identificare (1,15%)
     Altele (2,3%)
La recensământul din 2011, populația satului Ovci Kladeneț era de 520 locuitori. Din punct de vedere etnic, majoritatea locuitorilor (95,38%) erau bulgari, cu o minoritate de romi (1,15%). Pentru 1,15% din locuitori nu este cunoscută apartenența etnică.